# Syphon Filter 3
Syphon Filter 3 è il terzo capitolo della serie di videogiochi Syphon Filter uscito nel 2001 per PlayStation, sviluppato da SCE Bend Studio e distribuito dalla 989 studios.
La storia del gioco racconta tramite flashback (in cui il giocatore si troverà protagonista) i fatti che precederono la scoperta del Syphon Filter.
Dal 18 ottobre 2007 è possibile scaricare Syphon Filter 3 su PlayStation 3 e PlayStation Portable tramite PlayStation Network.

## Trama
Gabe Logan, Lian Xing e Lawrence Mujari sono interrogati per l'accusa di alto tradimento dal segretario di stato Hadden. Nell'interrogatorio essi narrano come si sono conosciuti tra loro e le loro attività precedenti all'Agenzia.
Il giocatore giocherà nel loro passato, ma durante l'interrogatorio Gabe Logan aiuterà l'MI-6 (servizi segreti britannici) ad affondare la SS Lorelei, una nave mercantile che contiene grandi quantità del virus Syphon Filter.
Teresa Lipan, creduta morta nel precedente capitolo della serie, interverrà poi nel dibattito con tutte le prove che incastrano Hadden e i vertici del governo americano sul loro coinvolgimento nell'Agenzia, un'organizzazione sconosciuta persino al presidente degli Stati Uniti. Mara Aramov uccide Hadden e scappa nella metropolitana di Washington, inseguita da Gabe che la cattura.

## Livelli
- Hotel Fukushima (Gabe Logan)
- Piantagione della Costa Rica (Gabe Logan)
- Trasporto C-5 Galaxy (Gabe Logan)
- Miniera d'oro di Pugari (Lawrence Mujari)
- Complesso di Pugari (Lawrence Mujari)
- Kabul, Afghanistan (Lian Xing)
- S.S. Lorelei (Gabe Logan)
- Rovine azteche (Lian Xing)
- Zona portuale (Gabe Logan)
- Banchine, assalto finale (Gabe Logan)
- Convoglio (Gabe Logan)
- La bestia (Gabe Logan)
- Entroterra australiano (Lian Xing)
- St. George, Australia (Lian Xing)
- Vetta Paradise (Teresa Lipan)
- Complesso della Milizia (Teresa Lipan)
- Bunker sotterraneo (Teresa Lipan)
- Edificio del Senato (Gabe Logan)
- Metropolitana di Washington (Gabe Logan)

## Personaggi
- Gabriel Logan (Doppiato nella versione italiana da Alberto Olivero)
- Lian Xing (Doppiata nella versione italiana da Elisabetta Cesone)
- Lawrence Mujari (Doppiato nella versione italiana da Giovanni Battezzato)
- Maggie Powers (Doppiata nella versione italiana da Dania Cericola)
- Teresa Lipan (Doppiata nella versione italiana da Annamaria Tulli)
- Vincent Hadden (Doppiato nella versione italiana da Ciro Imparato)
- Mara Aramov (Doppiato nella versione italiana da Dania Cericola)
- Erich Roehmer (Doppiato nella versione italiana da Massimiliano Lotti)
- Edward Benton (Doppiato nella versione italiana da Andrea De Nisco)
- Dr.ssa Elsa Weissinger
- Nigel Cummings
- Comandante Silvers
- Agente speciale Ellis
- Earl Oakton
- Tenente Cooley
- Tenente Brown
- Shi-Hao
- Jim Russel
- Agente Stainkraus
- Floyd
- Agente DeMarco
- Agente Kelly
- Caposquadra Jones
- Membri della milizia di Earl Oakton
- Dusty Oakton

### Boss
- Shi-Hao
- Rhoemer
- T-64
- Comandante Silvers
- Mara Aramov

### Alleati
- Lian Xing
- Ellis
- Lawrence Mujari
- Maggie Powers
- Teresa Lipan
- Nigel Cummings (solo in una parte del livello -- dopodiché dovrà essere eliminato)
- Jim Russel
- Agenti MI6
- Agenti ATF
- Membri della Milizia